# St. Vitus (Oberhöchstadt)

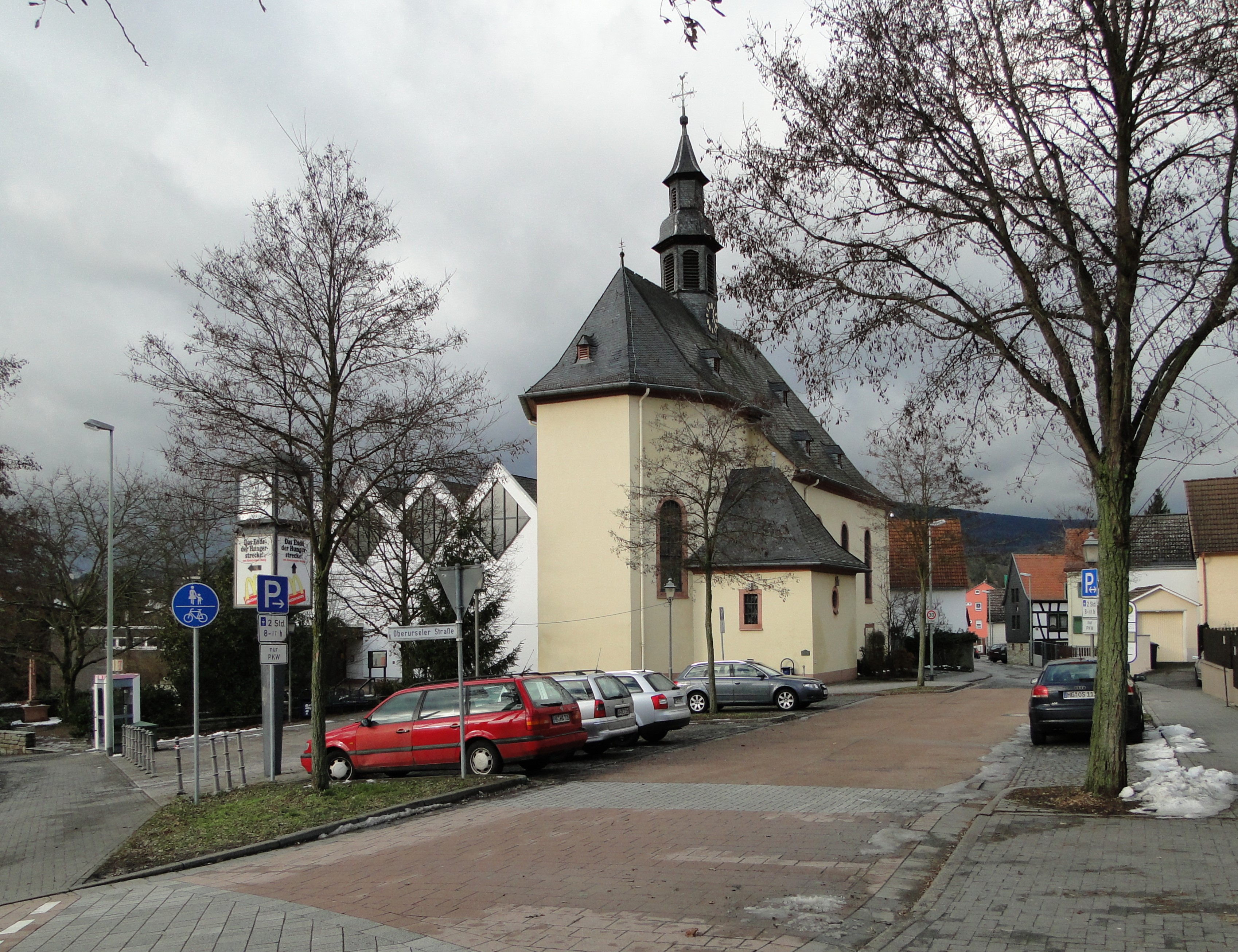
Sankt Vitus

Sankt Vitus ist die katholische Pfarrkirche in Oberhöchstadt, einem Ortsteil von Kronberg im Taunus. Sie steht als Kulturdenkmal unter Denkmalschutz. Die Kirche ist dem heiligen Vitus geweiht.
Seit 1684 galt die alte Kirche von Oberhöchstadt auf dem Stuhlberg als baufällig. 1719 war sie endgültig eine Ruine. 1722/23 wurde daher unter dem Mainzer Erzbischof Lothar Franz von Schönborn die heutige Kirche als Neubau am damaligen Ortsende erbaut. Die alte Kirche wurde als Baumaterial genutzt. Die neue Kirche fasste nun rund 250 Gläubige und war damit ähnlich groß wie die bisherige. Es handelt sich um einen dreiachsigen Saalbau mit einem schmalen, dreiseitig geschlossenen, gewölbten Chor. Sie besitzt eine Marienfigur des Frankfurter Bildhauers Cornelius Andreas Donett (1683–1748), Großvater des Speyerer Bischofs Matthäus Georg von Chandelle (1745–1826).
1962 wurde der Erweiterungsbau von St. Vitus mit einem Beton-Faltdach geweiht. Er schließt senkrecht an das historische Kirchenschiff an, das zu Chor und Sakristei umgestaltet wurde.

## Kirchhof

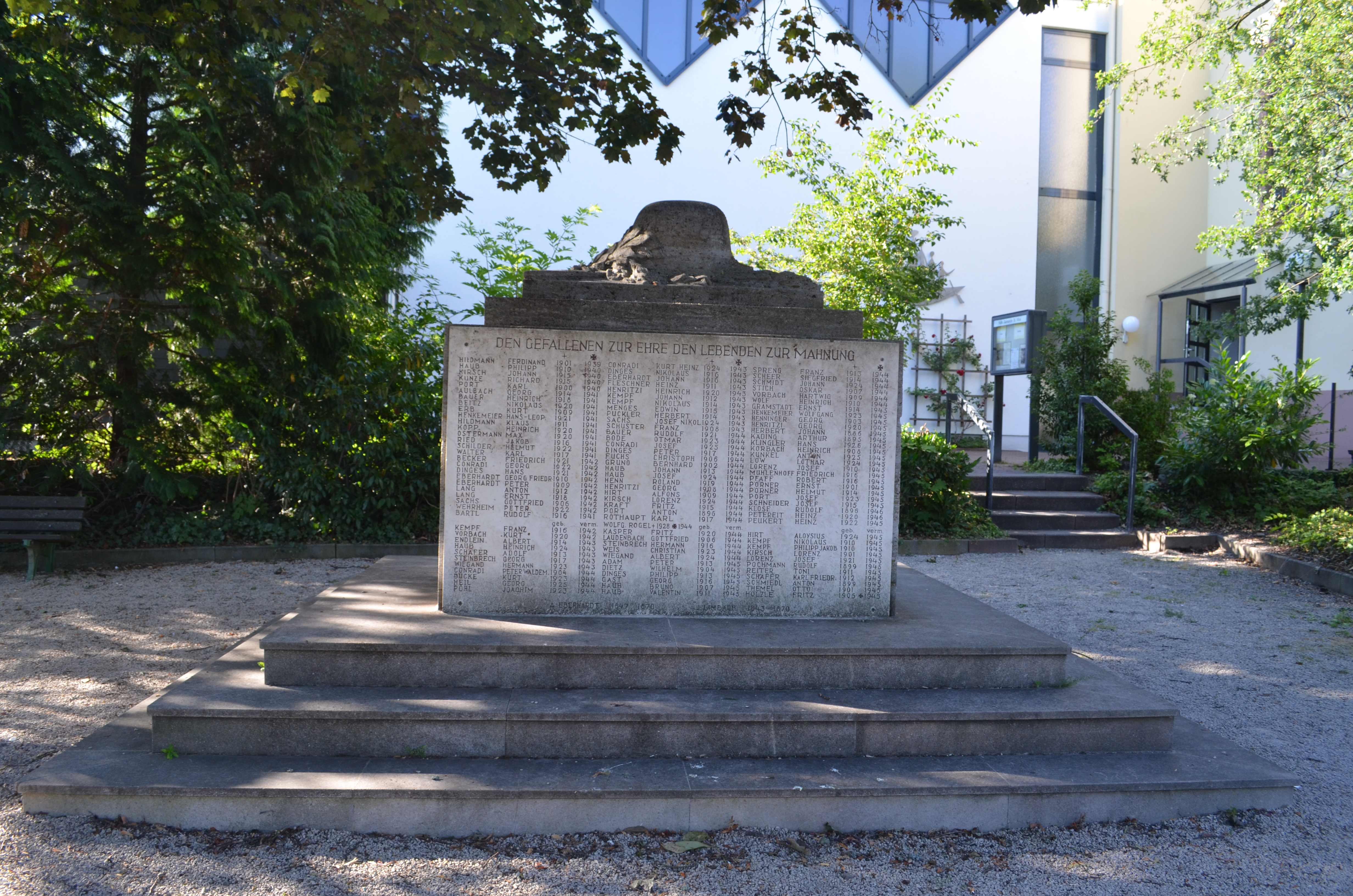
Ehrenmal vor der Kirche

1822 wurde der Kirchhof erweitert. Vor dessen Mauer steht das Ehrenmal für die im Ersten Weltkrieg gefallenen Einwohner Oberhöchstadts und die des Deutsch-Französischen Kriegs 1870/71. Das Ehrenmal besteht aus einem Quader, der von einem Stahlhelm und Schwert bekrönt ist. An den Seiten sind die Namen der Gefallenen angegeben.